# Pfarrkirche Nußdorf am Haunsberg

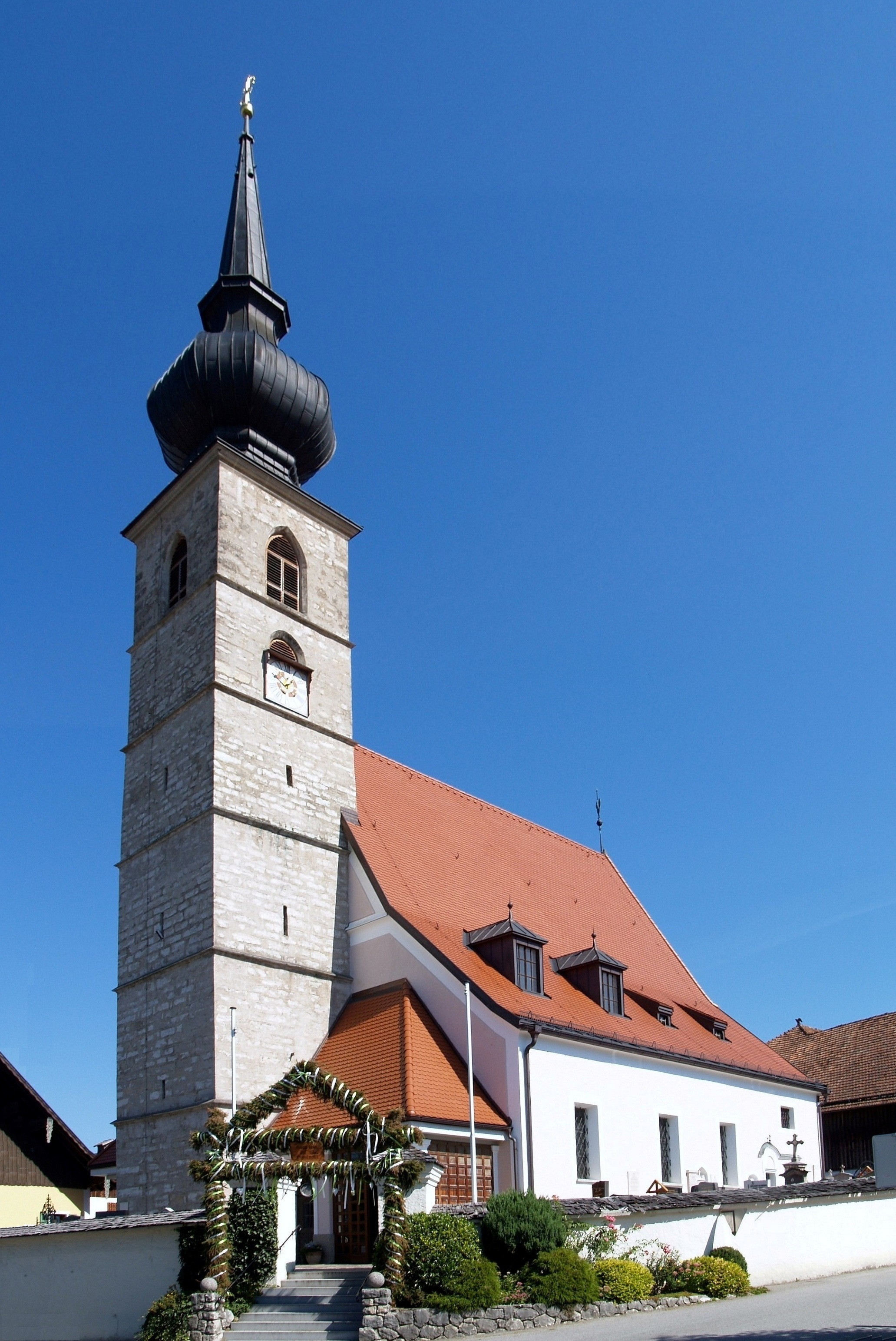
Kirche zum hl. Georg

Die Kirche zum hl. Georg ist eine römisch-katholische Pfarrkirche in Nußdorf am Haunsberg im Land Salzburg und gehört zum Dekanat Sankt Georgen. An Georgi, dem 23. April, wird das Patrozinium begangen. Die Kirche steht unter Denkmalschutz.

## Geschichte
Die Stätte, an der die jetzige Kirche beim Haunsberg steht, geht auf das 8. Jahrhundert zurück. Wann die erste Kirche errichtet wurde, ist nicht bekannt, im 13. Jahrhundert wird sie als Filialkirche Berndorfs urkundlich erwähnt. Neu errichtet wurde die Kirche 1476, im Jahre 1640 erhielt sie einen neuen Turm, und 1728 und 1750 musste sie erweitert werden.
Seit 1683 war sie Vikariatskirche gewesen, 1867 wurde sie zur Pfarrkirche erhoben. Bei einem Großbrand am 5. April 1913, bei dem insgesamt 21 größere Objekte vernichtete wurden, brannten auch Kirche und Turm bis auf die Mauern ab.
Den Wiederaufbau im neugotischen Stil leitete der Linzer Dombaumeister Matthäus Schlager. 1914 schuf der Altartischler Vinzenz Pezzei den Hochaltar, der mit Statuen Josef Bachlechners und einem Altarblatt von Josef Gold versehen wurde.

## Orgel

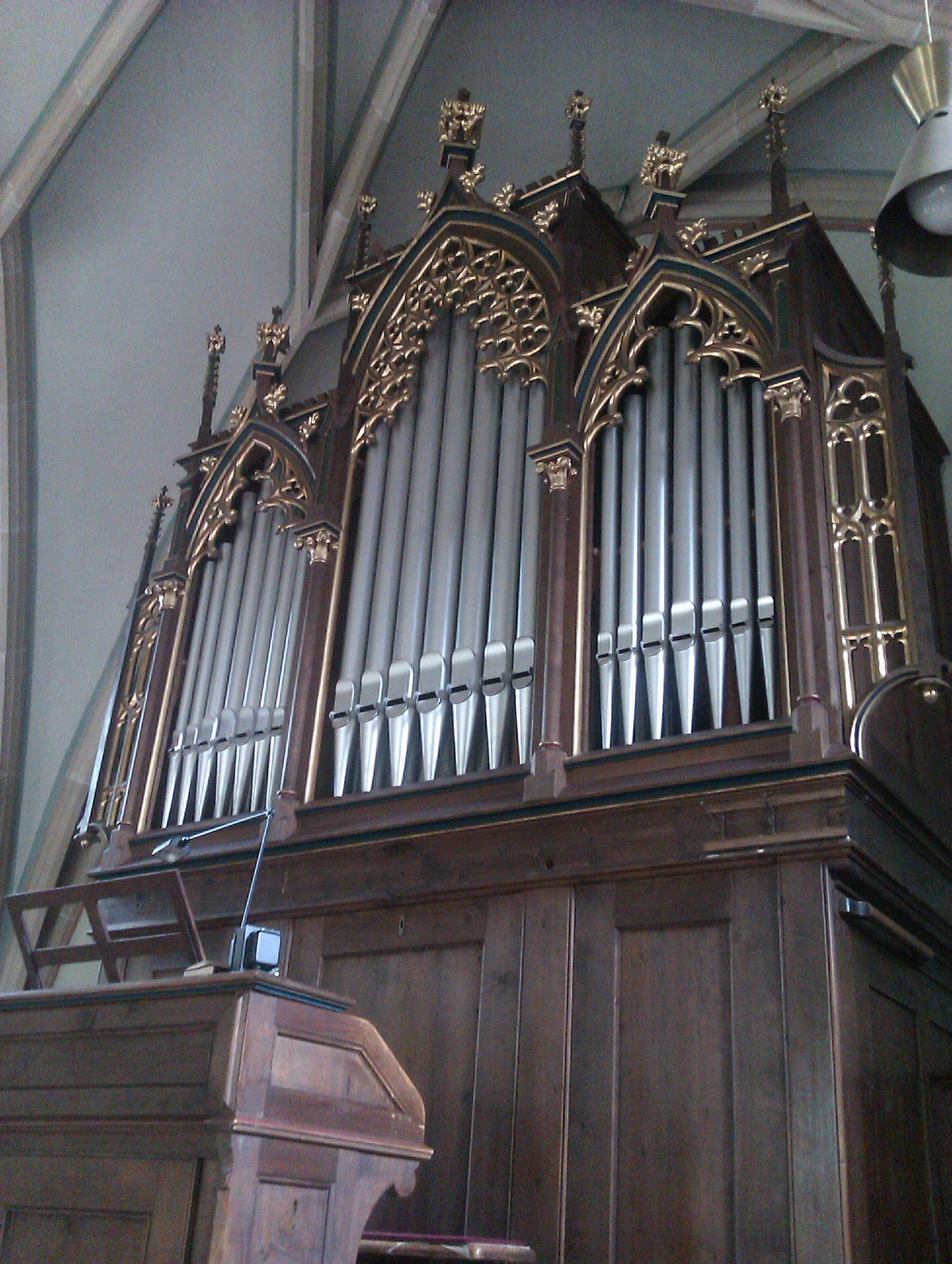
Albert-Mauracher-Orgel 1913

Beim Großbrand am 5. April 1913 verbrannte auch die Orgel, die Ludwig Mooser 1847 geschaffen hatte.
Daraufhin lieferte Orgelbauer Albert Mauracher im Jahre 1913 ein neues pneumatisches Instrument. Es war sein Opus 116 und dürfte zu seinen letzten Werken gehören.
2015 wurde die Orgel von Orgelbaumeister Wolfgang Bodem aus Leopoldsdorf bei Wien saniert. Die Segnung der renovierten Orgel nahm Erzbischof Franz Lackner beim Erntedankfest am 27. September 2015 vor, gespielt wurde sie dabei von Heribert Metzger. Das einmanualige Instrument verfügt über sieben Register mit folgender Disposition:
| Manual C– |    |
| Principal | 8′ |
| Gedeckt   | 8′ |
| Gamba     | 8′ |
| Dolce     | 4′ |
| Octav     | 4′ |
| Flöte     | 4′ |

| Pedal C– |     |
| Subbaß   | 16′ |

- Koppeln: Pedal-Coppel, Suboctav-Coppel und Superoctav-Coppel
- Spielhilfen: Feste Kombinationen: Piano (= Gedeckt 8′), Mezzo-forte (= Gedeckt 8′ und Gamba 8′) und Pleno (= alle Register)